# Репка
«Репка» — русская народная сказка, опубликованная в 1860 году исследователем фольклора А. Н. Афанасьевым в его сборнике «Народные русские сказки». Была записана в Архангельской губернии. Сказка относится к типу цепочных и рассказывает о попытке вырвать стариком огромную репу, который зовёт на помощь вначале членов своей семьи, а затем и животных.
Сказка о репке включена в Указатель сюжетов фольклорной сказки Аарне—Томпсона (№ 2044), в котором приводятся её литовские, шведские, испанские и русские тексты.

## Сюжет

### Разновидности сюжета

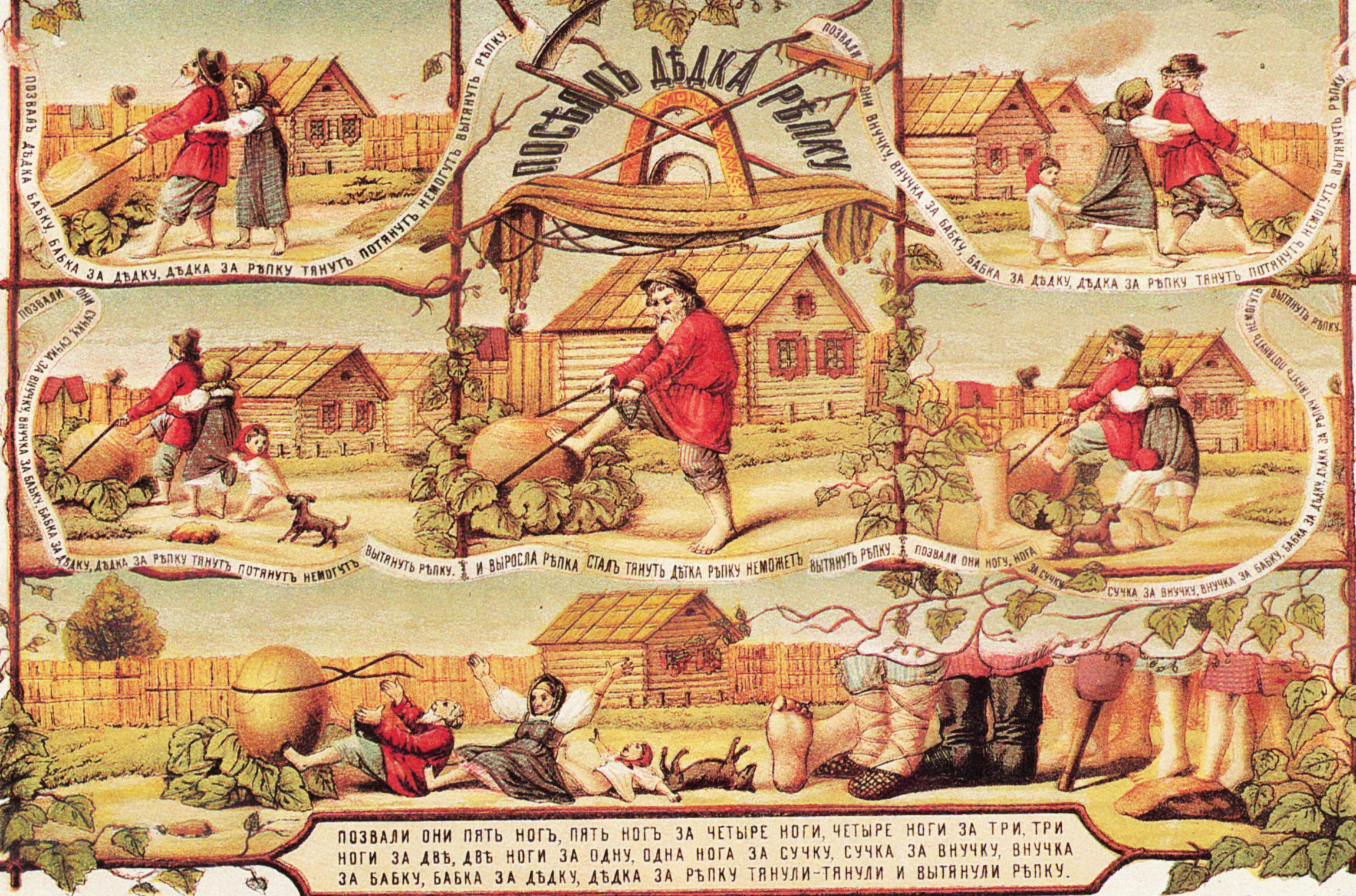
Рисунки к сказке из сборника А. Н. Афанасьева

В фольклорном варианте Афанасьева к участию в вырывании из земли репки подключаются некие ноги: 
Пришла дру́га но́га; дру́га но́га за но́гу, но́га за сучку, сучка за внучку, внучка за бабку, бабка за дедку, дедка за репку, тянут-потянут, вытянуть не можут!
 Только с приходом пятой «но́ги» репку удаётся вырвать из земли.

Пояснение: В первых изданиях Афанасьева слово «но́га» печаталось с ударением, причём на 1 слог!  Очевидно, что это не часть тела, а что-то другое. В сборнике «Народные русские сказки А. Н. Афанасьева» Л. 1983  давалось определение этой таинственной но́ги: это ног-птица , то есть грифон. Версия с ногами присутствует в сборнике П. А. Бессонова «Детские песни» 1868 г. и упоминается в рукописи «Песня, скороговорка, сказка и три духовных стиха» Я. Борисоглебского 1856 г.

## Пародии и переложения
Сюжет сказки породил множество пародий и вариаций, например:
- А. П. Чехов. Репка (перевод с детского).
- В. В. Маяковский. Дипломатическое.
- Даниил Хармс. Дедка за репку (балет).
- А. Г. Архангельский. О репке (пародия на И. Уткина).
- С. Я. Маршак. Новая сказочка про дедку и репку.
- В. П. Катаев. Сказочка про административную репку.
- Кир Булычёв. Репка.
- Лео Каганов. Новая сказка про репку.

Также известно несколько переложений для детей, в том числе К. Д. Ушинского (1864), В. И. Даля (1870) и А. Н. Толстого (1940).

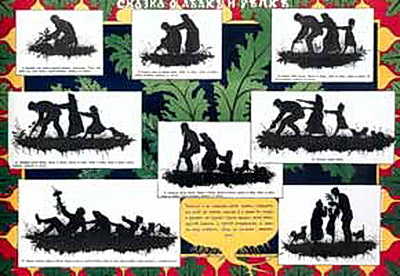
Иллюстрации силуэтиста Елизаветы Бём, после литературной обработки сказки (1887 год)

«Репка» в обработке Ушинского была опубликована в подготовленном им учебнике «Родное слово», и в этой версии впервые собака, участвующая в процессе, перестала быть безымянной: видимо, слово «сучка» составитель не без оснований счёл неуместным для такого издания и потому заменил его кличкой «Жучка», что не нарушило ни ритма, ни рифмы: «…Позвала бабка внучку. Внучка за бабку, бабка за дедку, дедка за репку: тянут-потянут, вытянуть не могут. Кликнула внучка Жучку. Жучка за внучку…». В дальнейшем она оставалась Жучкой в пересказах В. И. Даля и А. Н. Толстого. Кроме того, «учебник „Родное слово“ несколько раз переиздавался значительными тиражами, распространялся в самые отдаленные уголки страны и, безусловно, мог оказать влияние на устную фольклорную традицию».
В 1891 г. пересказ «Репки» на украинский язык опубликовал Иван Франко.

## Иллюстрирование и адаптации

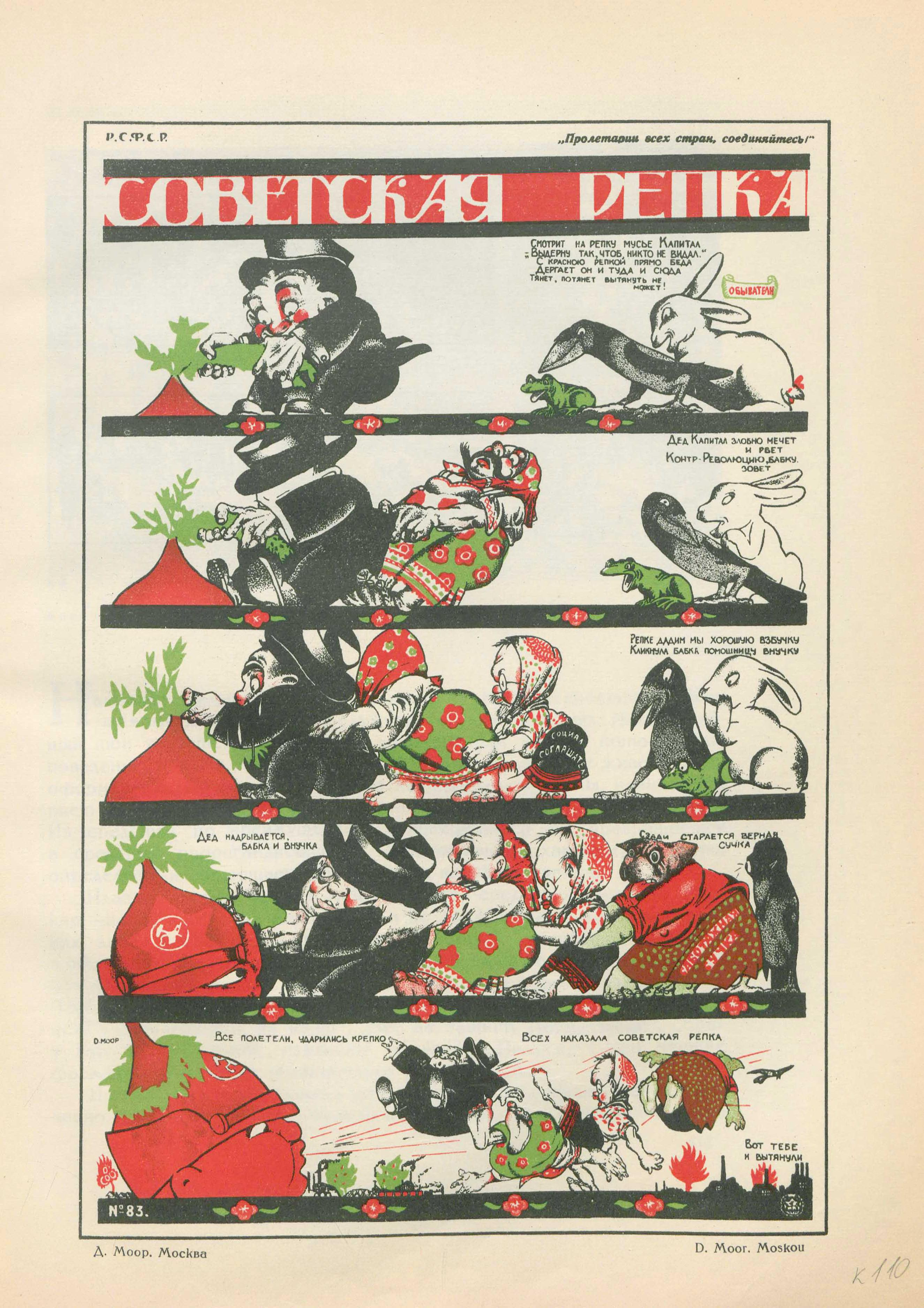
«Советская репка» (1920 год)

Музыку к «Репке» писали, в частности, Б. Д. Гибалин и П. К. Аедоницкий.  «Сказку про Репку», инструментальный театр для 7 музыкантов и симфонического оркестра написал российский композитор Владимир Кобекин(2010).
На сюжет «Репки» создано множество иллюстраций, не всегда безобидного характера. С. Н. Сергеев-Ценский так описывает одну из карикатур времён Первой мировой войны:

Алексеев недоуменно взял журнал дрожащей рукой и не сразу смог отыскать глазами рисунок, развеселивший царя бойкостью, потому что рисунков на странице было три и изображали они известную с давних времен историю о репке, но применительно к современному положению в Европе. «Дед», Франц-Иосиф, будто бы посадив «репку» — войну, — поливает её из лейки, это был первый рисунок; «репка»-война выросла «большая-пребольшая», и «дедка», Франц-Иосиф, пятится от неё в испуге на карачках; а третий рисунок — репку тянут Франц-Иосиф, Вильгельм, султан Магомет V и Фердинанд болгарский, ухватясь один за другого, но «тянут-потянут, вытянуть не могут», а «репка» подмигивает им и скалит зубы.

## Переводы на иностранные языки
- Было несколько англоязычных изданий под названиями The Giant Turnip или The Enormous Turnip.
- Во Франции сказка издавалась разными издательствами под названием Le Gros Navet.
- Новая французская версия опубликована издательством Didier Jeunesse в книжной серии A petits petons под названием Quel radis dis donc. Это же издательство выпустило английский перевод What a radish! автора Praline Gay-Para в 2007 г.
- Известна в Израиле как стихотворение «Элиэзер (Лазарь) и морковка» («אליעזר והגזר» — репа в Израиле значительно менее знакома детям).
- Польским поэтом Юлианом Тувимом была написана в стихотворной форме с слегка измененным содержанием новая версия «Репки». В 2007 году эта версия была переведена на немецкий язык как «Das Rübchen».

## В уличном искусстве
- В 2021 году российский стрит-артист Zoom создал на Херсонской улице в Петербурге граффити «Ядерная репка» — «постапокалиптическую интерпретацию сказочной истории о репке»[7][8][9]. Репка изображен в виде ядерного гриба, а тянущие её персонажи — в виде скелетов.

## Дополнительные факты
- «Репка» была одной из любимых сказок брата и сестры Космодемьянских[10].